# Let Me Take You Dancing
«Let Me Take You Dancing» es una canción grabada por  Bryan Adams.  Fue escrita por Bryan Adams y Jim Vallance, y después remasterizada por John Luongo. Es notable por ser el primer sencillo de Adams como solista, cuando solo tenía 18 años.

## Historia
La canción es una pista de discoteca que es algo diferente de la música de Adams posterior, un sonido muy roquero, esto se debe a la mezcla. Fue una de las primeras canciones que Adams y Vallance escribieron juntos y se basó en un trapo riff de piano de tiempo que había escrito Vallance. La redacción de la canción se llevó a cabo en febrero de 1978 y la canción fue grabada en Pinewood Studios por Geoff Turner Vallance. La canción fue originalmente publicada como una canción pop, pero fue llevada por su compañía discográfica y remezclada.

## Remixes
Aunque el sencillo fue experimentado en la radio menos escuchada, respetado el remixer John Luongo fue reclutado para remezclar la canción para que suene como un tema propio disco listo para el lanzamiento en el EE. UU..

### Desconocimiento de Adams
Para el remix a ser un éxito, Luongo consideró necesario aumentar el ritmo de la canción. Desafortunadamente, debido a la falta de la tecnología de compresión de tiempo en ese momento, era imposible aumentar el ritmo de la canción, sin aumentar el tono de la voz de Adams. Adams estaba decepcionado con el acelerado sonido.

## Post-1970
El coescritor Jim Vallance declaró que "no dudo del éxito solo contribuyó a Bryan ser finalmente firmado directamente a la etiqueta de [A & M Records]". Sin embargo, hasta el día de Adams se ha distanciado de la única y sólo ha realizado en vivo en un puñado de ocasiones. Esto es totalmente, porque cuando Luongo remezclo el disco, el autor no pidió a Adams  volver a cantar la canción. El resultado fue el disco el cual no suena nada como la voz, debido a lo mucho que la grabación se ha acelerado de Adams.

## Personal
- Bryan Adams: Voz, Vocales Armoniosos
- Jim Vallance: Batería, Teclados, Percusión, Vibráfono
- Wayne Kozak: Saxofón, Saxofón Barítono
- Don Clark: Trompeta
- Joani Taylor: Coros
- Ray Ayotte: Congas